# SN 2002ae
SN 2002ae – supernowa odkryta 9 stycznia 2002 roku w galaktyce A105051+5709. W momencie odkrycia miała maksymalną jasność 23,80m.